# Obří sud (Lázně Libverda)
Obří sud je výletní restaurace zbudovaná roku 1931 severně od obce Lázně Libverda. Vzorem jí byl Obří sud na vrcholu Javorníku. Sud u Lázní Libverdy dosahuje výšky 11,40 m, délky 14,15 m a šířky 10,50 m. Je celý postaven ze dřeva a otevřen byl na začátku února 1931. Během 70. let 20. století prošel rekonstrukcí, během níž byl celý rozebrán a poté opětovně sestaven. Od roku 1974, kdy Obří sud na Javorníku vyhořel, až do otevření po jeho znovupostavení v roce 2011 byla libverdská stavba jedinou takovou v celé České republice.
V sudu je restaurace taneční sál pro 160 návštěvníků a v sousední budově, která byla k hotelu přistavěna, je k dispozici dalších 60 míst. V této přistavěné budově se nacházelo též deset lůžek k ubytování. Od restaurace je výhled na strmé severní svahy Jizerských hor.

## Historie

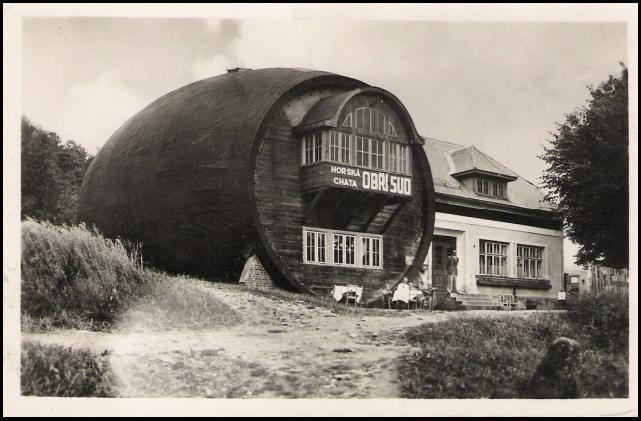
Historický snímek restaurace (snad z roku 1935)

Výstavbu restaurace si objednal Stefan Hausmann, který pocházel z nedalekého Přebytku. Nechal se inspirovat jinou podobnou stavbou, která již od roku 1899 stála na vrchu Javorníku. Projekt pro stavbu sudu u Libverdy zpracoval stavitel Anton Lux z Frýdlantu. Stavební povolení vydal okresní úřad ve Frýdlantě 16. srpna 1930 a hned na stavbě začalo pracovat dvanáct tesařů, šest zedníků a tři truhláři. Objekt měl být dokončen ještě téhož roku, leč deštivé počasí otevření budovaného díla odsunulo na později. K otevření tak došlo až masopustní slavností 1. února 1931. V následujících letech byl k původnímu sudu přistavěn další objekt, v němž je restaurace spolu s hostinskými pokoji. V sedmdesátých letech 20. století prošel sud celkovou rekonstrukci, která trvala čtyři roky, během níž dělníci celý sud rozebrali a následně jej z nových dřevěných dílů opět složili. Sud na Javorníku 20. září 1974 při jedné z častých slavnostních výjezdních zasedání společnosti Skloexport nešťastnou náhodou vyhořel. Od té doby byl libverdský Obří sud až do 1. října 2011, kdy byl znovu postavený javornický Obří sud opětovně otevřen, jedinou stavbou svého druhu v České republice.
Když v roce 1980 vyšla v Londýně publikace nazvaná Fantastická architektura, objevil se mezi díly světových architektů, například Salvadora Daliho či Antonia Gaudího, také libverdský Obří sud.

## Popis stavby

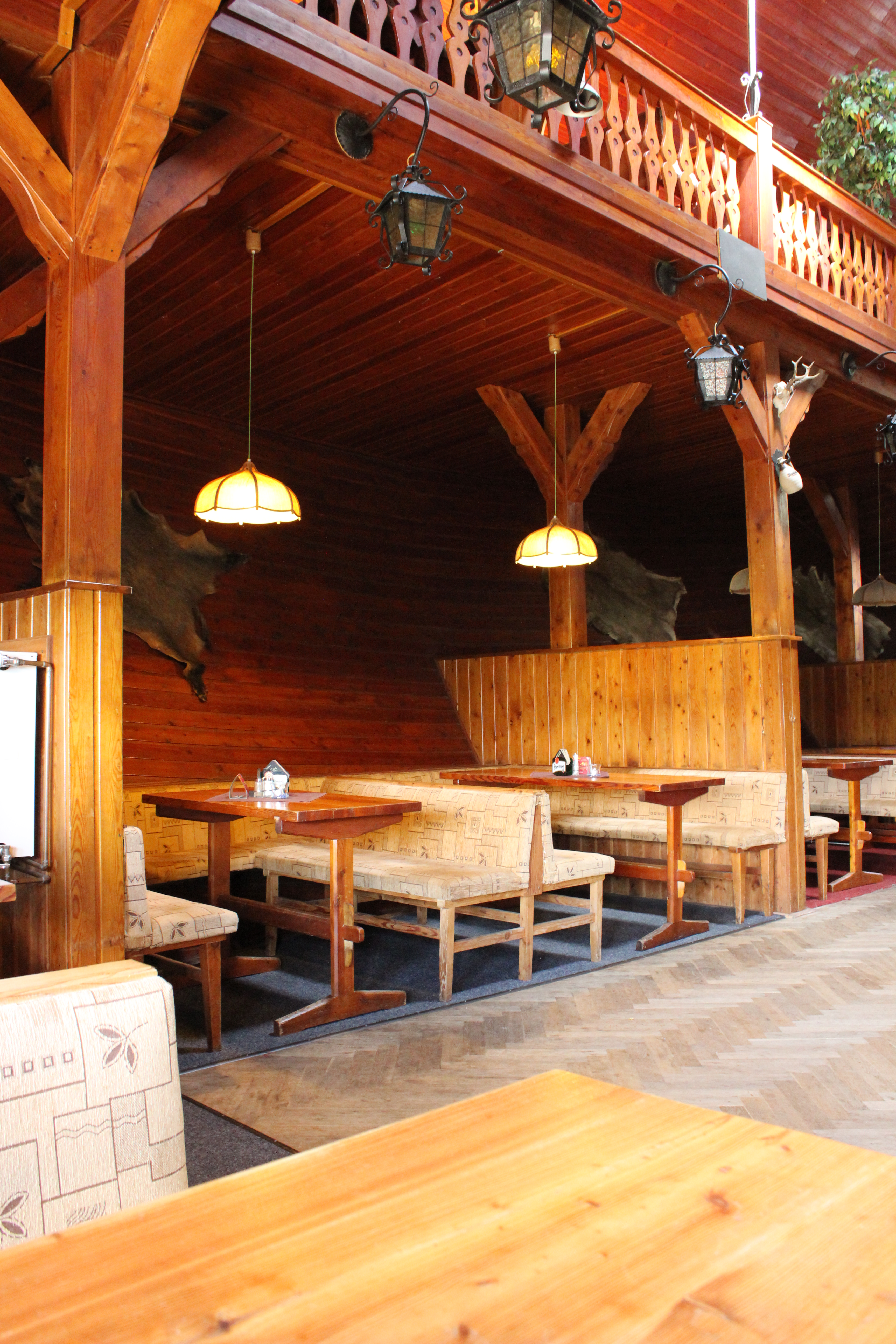
Interiér sudu (2016)

Stavba ve tvaru sudu je 14,15 m dlouhá, 10,50 m široká a dosahuje výšky 11,40 m. Jeho objem je 10 000 hektolitrů. Celá je vyrobena z borového dřeva. V jeho útrobách je taneční sál s kapacitou 160 míst, která se nacházejí jednak v přízemí a jednak na galerii. Nábytek je původní. Dalších 40 míst je v restauraci, jež je spolu se salónkem majícím kapacitu ještě 20 míst umístěna v k sudu přistavěné budově. V patře této budovy se nacházejí čtyři pokoje, v nichž se nabízelo turistické ubytování o kapacitě 10 lůžek (tři pokoje jsou dvoulůžkové a jeden čtyřlůžkový). Během letních měsíců lze využít i posezení na terase venku před vchodem do sudu. K objektu přiléhá parkoviště a trojmístná garáž.

## Okolí

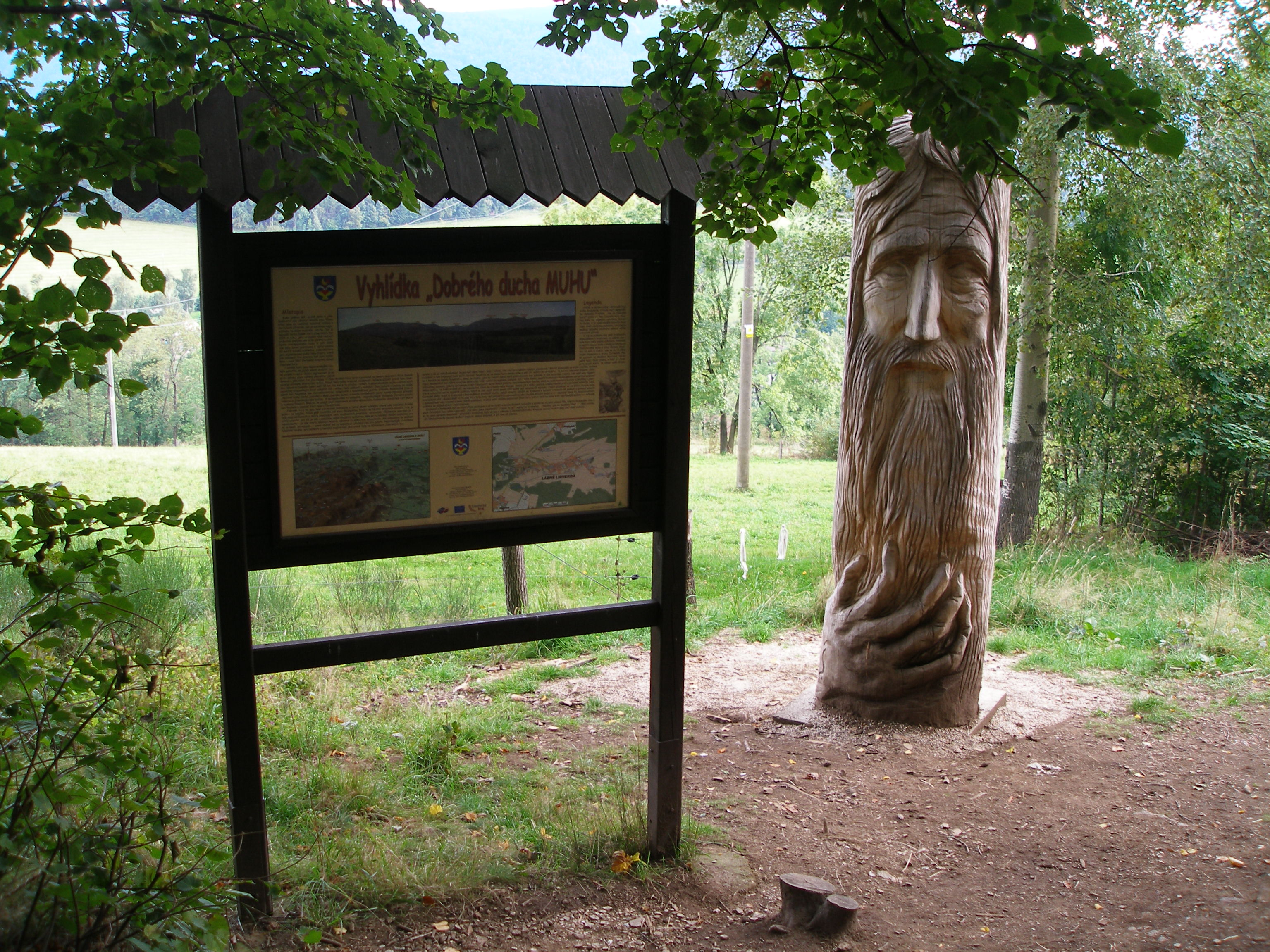
Vyhlídka „Dobrého ducha MUHU“

U severozápadní strany sudu se nachází jedno z nástupních míst Singltreku pod Smrkem. Východně od objektu je jedno ze zastavení okruhu Vyhlídky nad Libverdou nazvané „Vyhlídka Dobrého ducha MUHU“. Jeho součástí je vedle informační tabule také ze dřeva vyřezaná socha dobrého ducha Muhu, ochránce Jizerských hor.

### Přístup
K restauraci vede od jihu pěšina pro pěší, jež navazuje na schodiště začínající na kolonádě v Lázních Libverdě. Na západní straně sudu je parkoviště pro osobní automobily či autobusy. Přístupné je krátkou zpevněnou příjezdovou cestou ze silnice III/29015 spojující Lázně Libverdu s Přebytkem a Ludvíkovem pod Smrkem. Parkoviště je spravováno soukromým správcem a je placené. Bezplatné parkování je možné na parkovišti za sudem na jeho severní straně. Na placeném parkovišti stojí dva stánky, v nichž jsou k prodeji nabízeny suvenýry a také zdejší turistická známka (číslo 359).